# Ettore de Champs
Ettore de Champs (Florència, 8 d'agost de 1835 - 12 d'abril de 1905). fou un músic italià del Romanticisme. Fou professor de cant del reial Institut de la St. Anunziata, de Florència, que vivia els últims anys del segle xix, autor d'obres com Il torniamo all' antico, messo in pratica mediante l'istituzione di una capella musicale (1891), i Manuale per l'alunno delle scuole di solfeggio-cantato nel R. Instituto Musicale di Firense (1898).